# Złoty Meteor
Złoty Meteor – antynagroda przyznawana w latach 1985 do 2005 przez Śląski Klub Fantastyki równolegle ze Śląkfą na Seminarium Literackim. Otrzymywała je osoba lub instytucja, której działalność jury uznało za najbardziej szkodliwą dla fantastyki lub fandomu. Złoty Meteor ma postać plastikowej głowy jelenia ze złotym porożem.
Laureaci Złotego Meteora:
- 2005: Jacek Piekara jako redaktor naczelny czasopisma „Fantasy”, za artykuł Karoliny Wiśniewskiej na temat Nagrody im. Janusza A. Zajdla[3]
- 2004: nie przyznano
- 2003: Dawid Brykalski za metody stosowane w autopromocji
- 2002: nie przyznano
- 2001: Producenci filmu Wiedźmin za zniszczenie znakomitego tekstu
- 2000: nie przyznano
- 1999: Maciej Parowski (Nowa Fantastyka) za nieeleganckie ataki na fandom i Nagrodę im. Zajdla, oraz jej laureatów
- 1998: nie przyznano
- 1997: Wydawnictwo Zysk i S-ka za wydanie fatalnego nowego tłumaczenia Diuny Franka Herberta
- 1996: Krzysztof Sokołowski za błędy w tłumaczeniu listy dialogowej trylogii filmowej Gwiezdne wojny
- 1995: Tadeusz Zysk (wydawnictwo Zysk i Ska) za opublikowanie fatalnego przekładu Władcy Pierścieni J.R.R. Tolkiena
- 1994: Tadeusz Zysk (Wydawnictwo Zysk i S-ka) za wydanie tragicznych przekładów poematu Mythopoeia J.R.R. Tolkiena, oraz powieści Douglasa Adamsa
- 1993: Gdański Klub Fantastyki za nieprzemyślane dowcipy i uszczęśliwianie przemocą gości Nordconu
- 1992: Konrad T. Lewandowski za mało elegancki opis konwentu w czasopiśmie Skandale
- 1991: Wydawnictwa Atlantis i Phantom Press Int. za jakość tłumaczeń publikowanych książek SF
- 1990: Mirosław Mikołajczyk (Wydawnictwo Gandalf) za wydanie powieści Nagie słońce Isaaca Asimova
- 1989: Andrzej Szatkowski (Wydawnictwo As-Editor) za wydanie komiksu Conan
- 1988: Jury złożone z czołowych wydawców, przyznające nagrody za tłumaczenia opublikowane w latach 1987/1988.
- 1987: Edward Wiekiera za powieść Marsjanie są wśród nas
- 1986: Konrad Zieliński za jakość wydawnictw klubowych
- 1985: Bożena Gogolewska i Jarosław Sokołowski za cykl Sto przygód na trasie podróży w czasie